# Hypophthalmus
Hypophthalmus is een geslacht van straalvinnige vissen uit de familie van antennemeervallen (Pimelodidae).

## Soorten
- Hypophthalmus edentatus Spix & Agassiz, 1829
- Hypophthalmus fimbriatus Kner, 1857
- Hypophthalmus marginatus Valenciennes, 1840
- Hypophthalmus oremaculatus Nani & Fuster, 1947